# Lakenesjön
Lakenesjön är en sjö i Hagfors kommun i Värmland och ingår i Göta älvs huvudavrinningsområde. Sjön är 35,5 meter djup, har en yta på 9,37 kvadratkilometer och är belägen 117 meter över havet. Vid provfiske har bland annat abborre, gers, gädda och lake fångats i sjön.

## Delavrinningsområde
Lakenesjön ingår i det delavrinningsområde (665321-136974) som SMHI kallar för Utloppet av Lakenesjön. Medelhöjden är 205 meter över havet och ytan är 47,67 kvadratkilometer. Det finns ett avrinningsområde uppströms, och räknas det in blir den ackumulerade arean 85,64 kvadratkilometer. Lovisebergsälven (Välån) som avvattnar avrinningsområdet har biflödesordning 2, vilket innebär att vattnet flödar genom totalt 2 vattendrag innan det når havet efter 334 kilometer. Avrinningsområdet består mestadels av skog (66 procent). Avrinningsområdet har 9,55 kvadratkilometer vattenytor vilket ger det en sjöprocent på 20 procent.

## Fisk
Vid provfiske har följande fisk fångats i sjön:
- Abborre
- Gärs
- Gädda
- Lake
- Löja
- Mört
- Nors
- Sik
- Siklöja